# Ninja Assassin
Ninja Assassin er en neo-noir kampsportsfilm fra 2009 instrueret af James McTeigue. Handlingen er skrevet af Matthew Sand, med manuskript af J. Michael Straczynski. I Filmen spiller den sydkoreanske popmusiker Rain som en desillusioneret lejemorder, der søger hævn mod sin tidligere mentor, spillet af ninjafilmlegenden Sho Kosugi. Ninja Assassin udforsker politisk korruption, udsættelse af børn for fare og virkningerne af vold. The Wachowskis, Joel Silver og Grant Hill producerede filmen for Legendary Pictures, Dark Castle Entertainment og Silver Pictures. Den blev distribueret af Warner Bros. Pictures.

## Handling
| Citat                  | Frygt ikke våbnet i sig selv, men hånden, der fører det. | Citat |
| Filmens danske tagline |                                                          |       |

Ozunu-klanen ledes af den hensynsløse Lord Ozunu, og træner forældreløse børn fra hele verden til at blive ninja-lejemordere. Raizo er en af de forældreløse børn. Ozunu-klanens træning er ekstremt brutal, især for Raizo, fordi han skal være klanens næste efterfølger. Den eneste venlighed, han nogensinde får, er fra en ung kunoichi ved navn Kiriko, som han til sidst udvikler et romantisk bånd med. Som tiden går, bliver Kiriko træt af klanens rutine og beslutter sig for at forsage den. En regnfuld nat klatrer Kiriko op på ad en mur for at flygte og opfordrer Raizo til komme med hende, men han vælger at blive. Kiriko bliver fanget, erklæret forræder og senere henrettet foran Raizo af deres ældre ninjabror Takeshi, som spidder hende gennem hjertet.
Nogle år senere bliver Raizo som voksen beordret af Lord Ozunu til at fuldføre sit første mord. Efter gerningen møder Raizo resten af sin klan på toppen af en skyskraber. Her beordrer Lord Ozunu ham til at henrette en kunoichi-forræder. Raizo husker Kirikos død og hugger Lord Ozunus ansigt med sin kyoketsu-shoge og kæmper mod sine andre ninjafæller. Raizo falder ned fra bygningen, men overlever knap i en flod. Efter noget tid restituere Raizo og træner alene for at gribe ind i og forpurre alle Ozunus lejemord.
I mellemtiden har Europol-agenten Mika Coretti efterforsket pengeforbundede politiske attentater og konkluderer, at de muligvis er forbundet med Ozunu. Hun trodser sin overordnede, Ryan Maslow, og henter fortrolige sagsmapper for at finde ud af mere om Ozunu-klanen. Mika møder Raizo og overtaler ham til at mødes med Maslow for at få beskyttelse, samt at fremlægge beviser mod Ozunu. Raizo bliver dog anholdt af Maslow og tilbageholdt af Europol-agenter.
Selvom hun føler sig forrådt, forsikrer Maslow Mika om, at han stadig er på hendes side og giver hende en sporingsenhed til nødsituationer. Ozunu-ninjaerne infiltrerer Europols safe house, hvor Raizo bliver tilbageholdt, i et forsøg på at dræbe ham og alle inde i bygningen. Mika befrier Raizo, og det lykkes dem begge at flygte, men Raizo får næsten dødelige sår under flugten. Mika tager ham derefter hen til et motel for at skjule sig. Mika mens de hviler på motellet placerer Mika sporingsenheden i Raizo, mens ninjaerne forfølger. Ude af stand til at afværge Ozunu, skjuler hun sig uden for motellet, indtil specialstyrkerne og Europol kan ankomme for at hjælpe hende.
Da de ankommer, har ninjaerne allerede kidnappet Raizo for at bringe ham til Lord Ozunu til henrettelse. Under transporten tilbage til Ozunu bruger Raizo sine ninjateknikker til at hele sine egne sår. Europols specialstyrker og taktiske grupper anført af Maslow. ledsaget af Mika stormer det afsondrede Ozunu-tempel (som er beliggende i bjergene) ved hjælp af sporingsenheden på Raizo.
Soldaterne bruger stærke blus til at forvandle natten til dag ved at mætte himlen ovenover og militærstyrkerne i stand til at bekæmpe ninjaerne på egen hånd. Under aktionen befrier Mika Raizo. Han dræber Takeshi og konfrontere Lord Ozunu i en sværdduel. Mika blander sig for at hjælpe, men bliver stukket af Lord Ozunu. Raizo bliver rasende og bruger sin "skyggekamofleringsteknik" til at distrahere og dræbe Lord Ozunu. Mika, der tilsyneladende er dødeligt såret, bliver faktisk reddet af et fødselsmærke: hendes hjerte er faktisk på højre side af hendes bryst .
Efter Ozunu-klanen besejret forlader Europol klanens raserede tempel. Raizo bliver tilbage i templets ruinerne. Han klatrer op på den samme væg som Kiriko gjorde før, han kigger ud på det omkringliggende landskab og trækker vejret med et smil og mærker sin frihed for første gang.

## Medvirkende
- Rain som Raizo, en af verdens farligste lejemordere.
  - Sungwoong Yoon som Unge Raizo
  - Lee Joon som Teenage Raizo
- Naomie Harris som Mika Coretti, en Europol-agent.
- Ben Miles som Ryan Maslow, Mikas Europol-overordnede.
- Rick Yune som Takeshi, lederen af et hold sendt af Ozunu-klanen.
- Sho Kosugi som Lord Ozunu, lederen af Ozunu Ninja-klanen.
- Randall Duk Kim som tatoveringsmester
- Anna Sawai som Teenage Kiriko
  - Kylie Liya Goldstein som Young Kiriko
- Sung Kang som Hollywood
- Jonathan Chan-Pensley som Yakuza Henchman
- Ill-Young Kim som Yakuza Mohawk
- Yuki Iwamoto som Yakuza Couch
- Linh-Dan Pham som Pretty Ninja
- Yu Fang som Laundromat Manager
- Adriana Altaras som værtinden
- Eleonore Weisgerber som Mrs. Sabatin
- Wladimir Tarasjanz som Aleksei Sabatin
- Kai Fung Rieck som Teenage Takeshi
- Thorston Manderlay som agent Zabranski
- Richard Van Weyden som Ibn Battuta
- Mina Ghousi som barn med konvolut
- Hans Hohlbein som Mikas Nabo
- Stephen Marcus som Kingpin
- Nhi Ngoc Nguyen-Hermann som pige på taget
- Guido Föhrweisser som ledende Europol-agent
- Tim Williams som Europols cellevagt
- David Leitch som Europols dørvagt
- Wolfgang Stegemann som Europol Pointman
- Steffen Groth som Europol Guard
- Jens Neuhaus som Europol-vagt
- Patrick Pinheiro som Maslows hjælper
- Matthias Schendel som Task Force Agent
- Johannes Ahn som Medic

## Udgivelse
Filmen udkom den 25. november, 2009 i USA, og havde dansk premiere den 27. november 2009

## Modtagelse

### Kritik
På RottenTomatores.com gav 26% ud af 117 anmeldere filmen positive anmeldelser med gennemsnitsrating på 4.40/10. På Metacritic modtog filmen en jævnlig score på 34% ud baseret på 20 anmeldelser.